# 场效应管

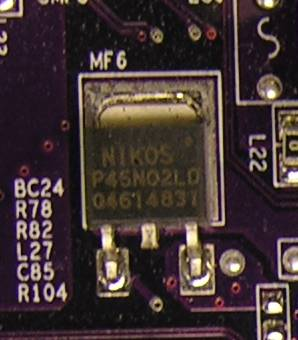
大功率N沟道场效应晶体管

场效应晶体管的横截面视图，显示了源极、栅极与漏极端子，以及绝缘氧化层。

场效应管（英語：field-effect transistor，缩写：FET）為電晶體的一種，是一种通过电场效应控制电流的电子元件。场效应晶体管分为两种类型：结型场效应晶体管（JFET）和金属氧化物半导体场效应晶体管（MOSFET）。FET具有三个端子：源极（source）、栅极（gate）和漏极（drain）。通过在栅极施加电压，可以改变源极与漏极之间的电导率，从而控制电流。
FET依靠电场去控制导电沟道形状，因此能控制半导体材料中某种类型载流子的沟道的导电性。由于仅使用单一载流子类型进行操作，场效应晶体管有时被称为「单极性晶体管」，以它的单载流子型作用对比双极性晶体管。FET仅使用电子（n沟道）或空穴（p沟道）作为载流子，而非同时使用两者。由于半导体材料的限制，以及曾经双极性晶体管比场效应晶体管容易制造，场效应晶体管比双极性晶体管要晚造出，但场效应晶体管的概念却比双极性晶体管早。场效应晶体管有多种类型，但通常在低频下表现出非常高阻态的输入特性。目前最广泛使用的FET是金属氧化物半导体场效应晶体管（MOSFET）。

## 历史

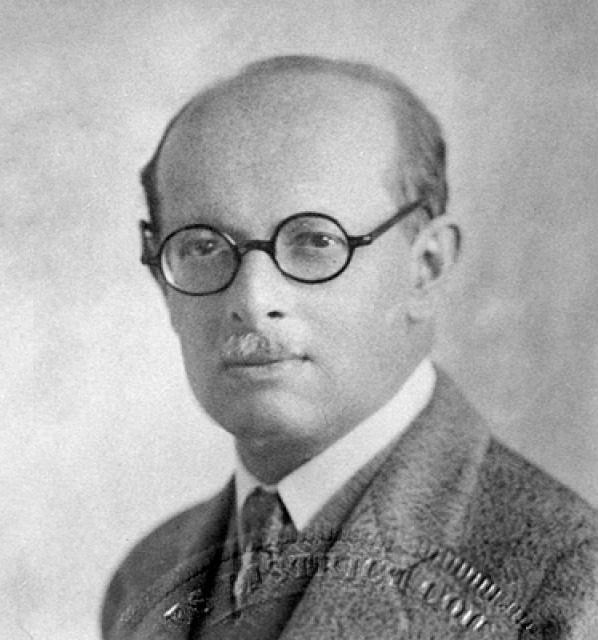
尤利乌斯·埃德加·利林菲尔德，于1925年首次提出场效应晶体管概念。

场效应晶体管（FET）的概念最早由出生于奥匈帝国的物理学家尤利乌斯·埃德加·利林菲尔德于1925年申请专利，其后奥斯卡·海尔于1934年也提出了类似设想，但两人均未能基于该概念制造出实用的半导体器件。1947年，在贝尔实验室工作的约翰·巴丁与沃尔特·豪泽·布拉顿观察并解释了晶体管效应，该研究由威廉·肖克利领导，时间恰好在李利恩费尔德的专利过期17年之后。肖克利最初尝试通过调制半导体的电导率来构建FET，但由于表面态、悬挂键及锗和铜材料的复合问题而未能成功。在尝试解释失败原因的过程中，巴丁和布拉顿于1947年发明了点接触晶体管，次年肖克利提出了双极型结晶体管。
首个成功制造的FET器件是结型场效应晶体管（JFET）。JFET最初由海因里希·韦尔克尔于1945年申请专利。1950年，日本工程师西澤潤一和渡边康雄发明了短沟道类型的JFET——静电感应晶体管（SIT）。肖克利于1952年对JFET作出理论分析后，乔治·C·戴西与伊恩·巴罗斯于1953年构建了实用的JFET器件。然而JFET仍存在结型晶体管的通用问题。由于体积庞大、制造困难，JFET限制于特定领域。绝缘栅场效应晶体管（IGFET）曾被设想为替代方案，但由于表面态障碍无法有效渗透电场，早期实验均未能实现。至1950年代中期，研究者逐渐放弃FET构想，转向双极型晶体管技术。
金属氧化物半导体场效应晶体管（MOSFET）技术的基础由威廉·肖克利（William Shockley）、约翰·巴丁（John Bardeen）和沃尔特·布拉顿（Walter Brattain）的研究奠定。肖克利于1945年独立设想出场效应晶体管（FET）的概念，但未能制造出可正常工作的器件。次年，巴丁通过表面态理论解释了这一失败。巴丁将表面态理论应用于半导体（关于表面态的早期研究由肖克利于1939年及伊戈尔·塔姆于1932年进行），并发现由于有额外电子被吸引到半导体表面，外部电场在表面被屏蔽。电子被困于这些局域态中，形成反型层。巴丁的假说标志着表面物理学的诞生。随后，巴丁决定利用反型层，取代肖克利在其FET设计中设想的那种非常薄的半导体层。基于其理论，巴丁于1948年申请了一项MOSFET前身——带有反型层的绝缘栅场效应晶体管（IGFET）的专利。反型层约束了少数载流子的流动，从而提高了调制能力和导电性，但其电子传输特性依赖于覆盖在反型层之上的栅极绝缘体的质量（如采用氧化物材料作为绝缘体）。巴丁的专利以及反型层的概念，构成了当今互补金属氧化物半导体技术的基础。1976年，肖克利称巴丁的表面态假说是“半导体研究计划中最重要的研究思想之一”。
在巴丁提出表面态理论之后，这三位研究者尝试克服表面态带来的影响。1947年末，罗伯特·吉布尼和布拉顿建议在金属与半导体之间加入电解质，以克服表面态的效应。他们制造的FET器件可以工作，但放大性能较差。巴丁更进一步，建议将研究重点放在反型层的导电性上。进一步实验促使他们将电解质替换为固态氧化物层，希望获得更好的实验结果。他们的目标是穿透氧化物层，进入反型层。然而，巴丁建议将材料从硅更换为锗，在此过程中，氧化层被无意中洗去，他们偶然发现了完全不同的晶体管——点接触晶体管。莉莲·霍德森指出：“如果布拉顿和巴丁当时使用的是硅而不是锗，他们很可能会偶然发现一种成功的场效应晶体管。”
到20世纪50年代上半叶末，随着约翰·巴丁、沃尔特·布拉顿、金斯顿（Kingston）、莫里森（Morrison）等人的理论与实验研究逐步深入，人们逐渐认识到存在两种类型的表面态。研究发现，快速表面态与半导体体内和半导体/氧化物界面相关，而慢速表面态则与氧化层中从外部环境吸附来的原子、分子和离子有关。后者的数量更多，且具有更长的弛豫时间。当时，費羅·法恩斯沃斯等人提出了多种方法以获得原子级洁净的半导体表面。
1955年，卡尔·弗罗施与林肯·德里克（Lincoln Derrick）在一次偶然实验中使硅晶圆表面覆盖了一层二氧化硅。他们证明该氧化层可阻止某些掺杂物进入硅晶圆，同时允许其他掺杂物扩散，从而发现了热氧化对半导体表面的钝化效应。随后他们进一步研究了如何在氧化层上蚀刻出小孔以实现掺杂物的区域选择性扩散。1957年，他们发表了一篇研究论文，并申请了专利，总结了其研究成果。这项技术被称为“氧化掩膜扩散”，后来被广泛应用于半导体器件制造中的MOSFET器件制程中。在贝尔实验室，弗罗施技术的重要性被立即认识到。其研究成果在正式发表前以BTL备忘录的形式在实验室内广泛传播。1956年12月，在肖克利半导体实验室，威廉·肖克利将该研究论文的预印本分发给包括让·霍尔尼在内的所有高级员工。
1955年，伊恩·蒙罗·罗斯提交了一项铁电场效应晶体管或MFSFET的专利。其结构类似于现代反型通道MOSFET，但其电介质/绝缘层采用铁电材料而非氧化物。他将其设想为一种存储器形式，早于浮栅MOSFET的发明。1957年2月，约翰·沃尔马克为一种场效应晶体管申请专利，其中以一氧化锗作为栅极绝缘材料，但他并未进一步推进这一构想。同年，他在另一项专利中描述了一种双栅FET。1957年3月，在实验记录本中，贝尔实验室的研究员埃内斯托·拉巴特（Ernesto Labate）构思出一种与后来的MOSFET相似的器件，尽管该器件未明确采用二氧化硅作为绝缘体。

## 电极

一个n型MOSFET的横截面

所有的FET都有栅极（gate）、漏极（drain）、源极（source）三个端，分别大致对应雙極性電晶體的基极（base）、集电极（collector）和发射极（emitter）。除了結型場效應管外，所有的FET也有第四端，被称为体（body）、基（base）、块体（bulk）或衬底（substrate）。这个第四端可以将晶体管调制至运行；在电路设计中，很少让体端发挥大的作用，但是当物理设计一个集成电路的时候，它的存在就是重要的。在图中栅极的长度（length）L，是指源极和漏极的距离。宽度（width）是指晶体管的范围，在图中和横截面垂直。通常情况下宽度比长度大得多。长度1微米的栅极限制最高频率约为5GHz，0.2微米则是约30GHz。
这些端的名称和它们的功能有关。栅极可以被认为是控制一个物理栅的开关。这个栅极可以通过制造或者消除源极和漏极之间的沟道，从而允许或者阻碍电子流过。如果受一个外加的电压影响，电子流将从源极流向漏极。体很简单的就是指栅极、漏极、源极所在的半导体的块体。通常体端和一个电路中最高或最低的电压相连，根据类型不同而不同。体端和源极有时连在一起，因为有时源也连在电路中最高或最低的电压上。当然有时一些电路中FET并没有这样的结构，比如级联传输电路和串叠式电路。

## 组成
FET由各种半导体构成，目前硅是最常见的。大部分的FET是由传统块体半导体制造技术制造，使用单晶半导体硅片作为反应区，或者沟道。
大部分的不常见体材料，主要有非晶硅、多晶硅或其它在薄膜晶体管中，或者有机场效应晶体管中的非晶半导体。有机场效应晶体管基于有机半导体，常常用有机栅绝缘体和电极。

## 类型

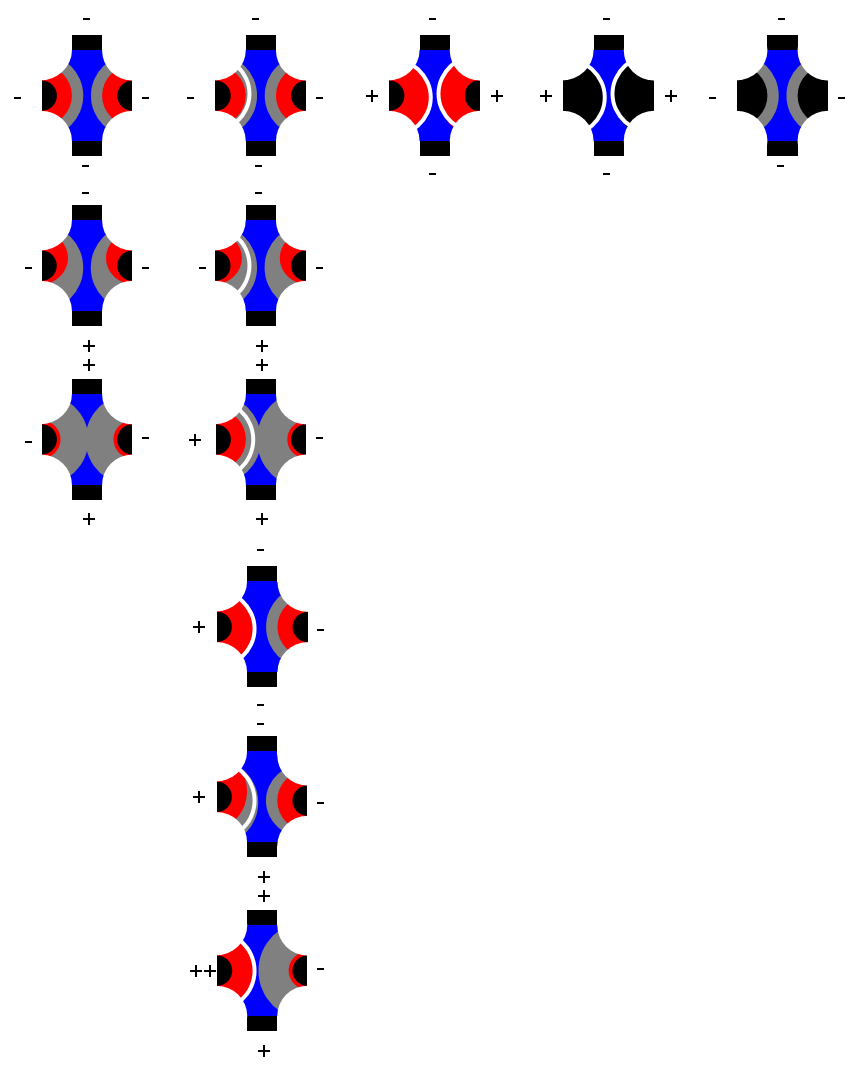
标准电压下的耗尽型场效应管。从左到右依次依次为：结型场效应管，多晶硅金属—氧化物—半导体场效应管，双栅极金属—氧化物—半导体场效应管，金属栅极金属—氧化物—半导体场效应管，金属半导体场效应管。
耗尽层,
电子,
空穴,
金属,
绝缘体. 上方：源极，下方：漏极，左方：栅极，右方：主体。电压导致通道形成的细节没有画出

掺杂FET（解释如下）的沟道用来制造N型半导体或P型半导体。在耗尽模式的FET下，漏和源可能被掺杂成不同类型至沟道。或者在提高模式下的FET，它们可能被掺杂成相似类型。场效应晶体管根据绝缘沟道和栅的不同方法而区分。FET的类型有：
- DEPFET（Depleted FET）是一种在完全耗尽基底上制造，同时用为一个感应器、放大器和记忆极的FET。它可以用作图像（光子）感应器。
- DGMOFET（Dual-gate MOSFET）是一种有两个栅极的MOSFET。
- DNAFET是一种用作生物感应器的特殊FET，它通过用单链DNA分子制成的栅极去检测相配的DNA链。
- FREDFET（Fast Recovery Epitaxial Diode FET）是一种用于提供非常快的重启（关闭）体二极管的特殊FET。
- HEMT（高电子迁移率晶体管，High Electron Mobility Transistor），也被称为HFET（异质结场效应晶体管，heterostructure FET），是运用带隙工程在三重半导体例如AlGaAs中制造的。完全耗尽宽带隙造成了栅极和体之间的绝缘。
- IGBT（Insulated-Gate Bipolar Transistor）是一种用于电力控制的器件。它和类双极主导电沟道的MOSFET的结构类似。它们一般用于漏源电压范围在200-3000伏的运行。功率MOSFET仍然被选择为漏源电压在1到200伏时的器件.
- ISFET是离子敏感的场效应晶体管（Ion-Sensitive Field Effect Transistor）,它用来测量溶液中的离子浓度。当离子浓度（例如pH值）改变，通过晶体管的电流将相应的改变。
- JFET用相反偏置的p-n结去分开栅极和体。
- MESFET（Metal-Semiconductor FET）用一个肖特基势垒替代了JFET的PN结；它用于GaAs和其它的三五族半导体材料。
- MODFET（Modulation-Doped FET）用了一个由筛选过的活跃区掺杂组成的量子阱结构。
- MOSFET用一个绝缘体（通常是二氧化硅）于栅和体之间。
- NOMFET是纳米粒子有机记忆场效应晶体管（Nanoparticle Organic Memory FET）。Organic transistor paves way for new generations of neuro-inspired computers（页面存档备份，存于）
- OFET是有机场效应晶体管（Organic FET），它在它的沟道中用有机半导体。

## FET工作

### 栅极电压对电流的影响

计算机仿真展现的纳米线MOSFET中反型沟道的形成（电子密度的变化）。阈值电压在0.45V左右。

FET通过影响导电沟道的尺寸和形状，控制从源到漏的电子流（或者空穴流）。沟道是由（是否）加在栅极和源极的电压而创造和影响的（为了讨论的简便，这默认体和源极是相连的）。导电沟道是从源极到漏极的电子流。

#### 耗尽模式
在一个n沟道"耗尽模式"器件，一个负的閘源电压将造成一个耗尽区去拓展宽度，自边界侵占沟道，使沟道变窄。如果耗尽区扩展至完全关闭沟道，源极和漏极之间沟道的电阻将会变得很大，FET就会像开关一样有效的关闭（如右图所示，当栅极电压很低时，导电沟道几乎不存在）。类似的，一个正的栅源电压将增大沟道尺寸，而使电子更易流过（如右图所示，当栅极电压足够高时，沟道导通）。

#### 增强模式
相反的，在一个n沟道"增强模式"器件中，一个正的栅源电压是制造导电沟道所必需的，因为它不可能在晶体管中自然的存在。正电压吸引了導体中的自由移动的电子向栅极运动，形成了导电沟道。但是首先，充足的电子需要被吸引到栅极的附近区域去对抗加在FET中的掺杂离子；这形成了一个没有运动载流子的被称为耗尽区的区域，这种现象被称为FET的阈值电压。更高的栅源电压将会吸引更多的电子通过栅极，则会制造一个从源极到漏极的导电沟道；这个过程叫做"反型"。

### 漏极源极电压对电流的影响
无论是增强模式还是耗尽模式器件，在漏源电压远小于栅源电压时，改变栅极电压将改变沟道电阻，漏电流将和漏电压（相对于源极的电压）成正比。在这种模式下FET将像一个可变电阻一样运行，被称为"线性模式"或"欧姆模式"。
如果漏源电压增长了，由于源漏电势的梯度，它将造成沟道形状上的一个很大的非对称改变。在沟道的漏末端，反型区域的形状变成夹断（pinched-off）。如果漏源电压进一步增长，沟道的夹断点将开始离开漏极，向源极移动。这种FET被称为"饱和模式"；一些作者把它称为"有源模式"，为了更好的和双极晶体管操作区对比。当需要放大的时候一般用饱和模式或者欧姆模式与饱和模式的中间模式。中间模式有时被认为是欧姆或线性模式的一部分，尽管漏电流并不随着漏电压大致线性增长。
尽管在饱和模式下，栅源电压形成的导电沟道不再和源相连，载流子的流动并没有被禁止。重新考虑n沟道器件，耗尽区存在于p型体中的导电通道和漏、源区域周围。如果受到漏源电压向漏方向的吸引，组成沟道的电子将通过耗尽区自由的从沟道中移走。耗尽区将没有载流子，而有近似于硅的电阻。任何漏源电压的增长将增加漏极到夹断点的距离，相对于耗尽区增加的电阻和加在漏源上的电压成正比。这种正比的变化造成漏源电流保持相对固定的对漏源电压的独立变化，这和线性模式运行有所不同。尽管在饱和模式下，FET就像一个稳恒电流源而不是电阻，它可以在电压放大器中大多数有效的运用。在这种情况下，栅源电压决定了通过沟道的固定电流的大小。

## 用途
IGBT在开关内燃机点燃管中有用。快速开关和电压阻碍能力在内燃机中是非常重要的。
大部分常用的FET是金屬氧化物半導體場效電晶體。互補式金屬氧化物半導體过程技术是现代数字集成电路的基础。这个过程技术排列了相连成串的p沟道MOSFET和n沟道MOSFET（通常在提高模式），使得当一个开，另一个则关。
MOSFET中栅和沟道之间的脆弱绝缘层使得它在操作中容易受到静电损坏。器件在合适的设计电路中安装后则通常不成问题。
在FET中，当在线性模式下运行，电子能向各个方向流动通过沟道。当器件是特别的（但并不是经常的）从源极到漏极的对称制造，漏极和源极的名称变化有时是随机的。这使得FET适合用来开关路程间的模拟信号（多路技术）。例如，由这一概念，固体混合板就可以被构造出。